# Salafia Jihadia
 (janvier 2010).
Si vous disposez d'ouvrages ou d'articles de référence ou si vous connaissez des sites web de qualité traitant du thème abordé ici, merci de compléter l'article en donnant les références utiles à sa vérifiabilité et en les liant à la section « Notes et références ».
Salafia al jihadia est le nom d'un mouvement islamiste marocain.  
Il a été créé en s'inspirant du jihad afghan et s'est propagé au Maghreb et en Espagne.  

## Histoire
En 1997, des membres assassinent à Casablanca, contre un Marocain de confession juive.
En 2003, plusieurs membres assassinent Albert Rebibo, un citoyen marocain de confession juive, commerçant en bois, né en 1947 à Casablanca, divorcé et père de deux filles. Plus d’une dizaine de personnes ont été identifiées dont neuf ont été arrêtées.
En 2012, le roi Mohammed VI gracie trois prédicateurs de la Salafia Jihadia.

## Membres connus
- Youssef Fikri[3]
- Youssef Ãddad[1]
- Abdelmalek Bouizakarne[3]